# Grammitis limbata
Grammitis limbata är en stensöteväxtart som beskrevs av Fée. Grammitis limbata ingår i släktet Grammitis och familjen Polypodiaceae. Inga underarter finns listade.